# Creu de Sant Jordi (distinció)
La Creu de Sant Jordi és una distinció de la Generalitat de Catalunya creada a partir del Decret 457/1981 de 18 de desembre amb la finalitat de «distingir les persones naturals o jurídiques que, pels seus mèrits, hagin prestat serveis destacats a Catalunya en la defensa de la seva identitat o, més generalment, en el pla cívic i cultural». La creu de Sant Jordi és un guardó dissenyat per l'orfebre Joaquim Capdevila i Gaya.

## La condecoració
La condecoració té una miniatura i adopta la forma de placa quan és concedida a una persona jurídica.
El disseny de la medalla i de la placa de la creu de Sant Jordi és obra del joier Joaquim Capdevila i Gaya, guanyador del concurs convocat pel Consell de Disseny de la Generalitat el 1981.
Els materials emprats són l'argent i el corall, ambdós lligats a la tradició decorativa catalana. La Creu, com a símbol de Catalunya, és de corall vermell sobre fons de corall blanc, en un marc d'argent, al·legòric del país. La Creu pròpiament dita s'inscriu al centre en un rombe que du el corall a l'anvers, i al revés el senyal i la llegenda de la Generalitat de Catalunya i el nom de cada personalitat. La medalla du un cordó trenat de cotó per a ser imposada, i va acompanyada d'una rèplica per dur a la solapa.
Quan la Creu s'atorga a entitats, el guardó consta d'una placa quadrada d'argent en un suport de fusta. Al centre hi ha gravat un quadre de la mateixa mida que la medalla, amb la Creu de Sant Jordi en corall a l'interior. Hi figuren igualment el senyal de la Generalitat i les llegendes de la condecoració i el nom de l'entitat.
Conjuntament a la Creu, els guardonats reben un diploma acreditatiu on consta la data de la distinció, el nom de la persona o entitat guardonada i una glossa dels seus mèrits més rellevants reconeguts en el Decret de concessió.
Protocol·làriament, la Creu de Sant Jordi és una distinció amb un rang inferior a la Medalla d'Or de la Generalitat de Catalunya. En tot cas, la Creu de Sant Jordi és considerada, al costat d'aquesta i del Premi Internacional Catalunya, una de les distincions més prestigioses que es concedeixen a Catalunya. La Generalitat també concedeix els Premis Nacionals (de Cultura, Justícia, etc.).